# Гідроклапан
Гідроклапан (рос. гидроклапан; англ. hydraulic valve; нім. Hydroventil n) — гідроапарат, призначений для регулювання параметрів потоку рідини в якому розміри робочого прохідного перерізу змінюються від дії потоку робочого середовища, що проходить через нього.

## Різновиди за призначенням

### Гідроклапани керування тиском
Розрізняють гідроклапани клапани регулятори тиску і клапани перемикання тиску. Перші з них здійснюють регулювання тиску в потоці рідини, а другі - пропускають або зупиняють потік рідини при досягненні параметрами потоку (тиску, різниці тиску і т. д.) заданих налаштуваннями клапана значень.

#### Гідроклапани регулятори тиску
ГІДРОКЛАПАН (ПНЕВМОКЛАПАН) ЗАПОБІЖНИЙ, (рос. предохранительный гидроклапан (предохранительный пневмоклапан); англ. safety hydraulic (pneumatic) valve; нім. hydraulisches Druckluft- Sicherheitsventil n) — напірний гідроклапан (пневмоклапан), призначений для убезпечення гідроприводу (пневмоприводу) від надмірного тиску відносно встановленого.
ГІДРОКЛАПАН (ПНЕВМОКЛАПАН) РЕДУКЦІЙНИЙ — клапан, що при значений для редукування (зниження) тиску, що подається на його вхід, до заданого нижчого значення тиску на виході клапана.
ГІДРОКЛАПАН ПЕРЕЛИВНИЙ — клапан регулятор тиску, що підтримує тиск на вході у клапан на заданому рівні, є нормально відкритим і через нього здійснюється постійний злив частини потоку робочої рідини.

#### Гідроклапани перемикання тиску
ГІДРОКЛАПАН ПОСЛІДОВНОСТІ — пропускає потік рідини у тому випадку, якщо або тиск на вході в клапан, який тиск у деякому сторонньому потоці досягає певного значення.
ГІДРОКЛАПАН ВИТРИМКИ ЧАСУ — призначений для пропускання чи зупинки потоку рідини через заданий проміжок часу.
РОЗВАНТАЖУВАЛЬНИЙ ГІДРОКЛАПАН — головним чином використовуються у гідросистемах з гідроакумуляторами. Розвантажувальні клапани, відомі також як клапани зарядки гідроакумуляторів. Їх основним завданням є розвантаження насоса від тиску після того, як акумулятор повністю заряджений.

### Гідроклапани керування витратою
Розрізняють гідроклапани клапани регулювання витрати і клапани перемикання потоку. Перші з них здійснюють регулювання величини витрати у потоці рідини, а другі - перемикають чи зупиняють потік рідини за певних умов чи керуючих впливів.

#### Гідроклапани регулювання витрати
РЕГУЛЯТОР ВИТРАТИ — застосовуються для підтримки постійності встановленої витрати незалежно від зміни тиску.

#### Гідроклапани перемикання потоку
ГІДРОКЛАПАН (ПНЕВМОКЛАПАН) ЗВОРОТНИЙ, (рос. обратный гидроклапан  (обратный пневмоклапан); англ. check valve; non-return valve; нім. Rückschlagventil, Rückschlagklappe) — спрямівний гідроапарат (пневмоапарат), призначений для перепускання робочого середовища тільки в одному напрямку та запирання у зворотному напрямку. 
ГІДРАВЛІЧНИЙ РОЗПОДІЛЬНИК — гідроапарат (пневмоапарат), призначений для зміни напрямку потоку робочої рідини (газу) у двох чи більше лініях залежно від зовнішньої керуючої дії.
ГІДРОЗАМОК — керований зворотний клапан; застосовується в системах гідроприводу для запирання рідини в робочій порожнині силових гідродвигунів.

## Галерея

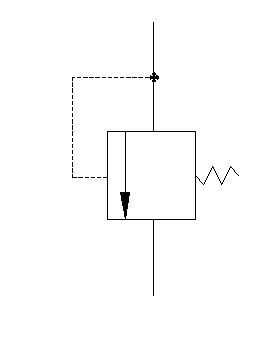
Умовне графічне позначення запобіжного клапана прямої дії
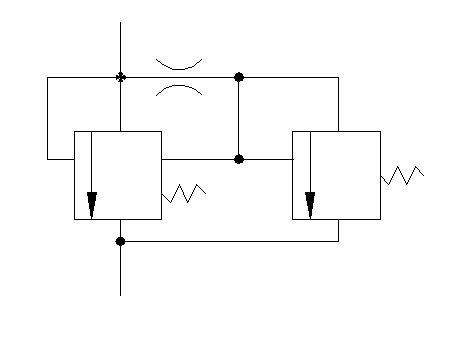
Умовне графічне позначення запобіжного клапана непрямої дії
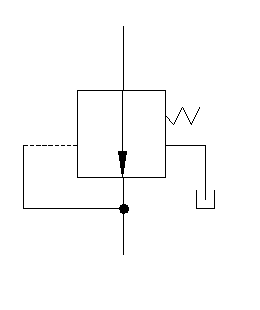
Умовне графічне позначення редукційного клапана
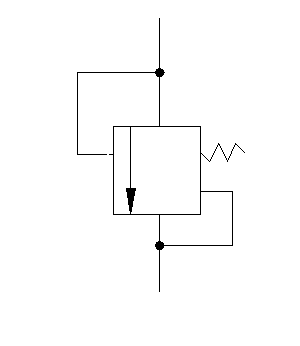
Умовне графічне позначення клапана різниці тисків
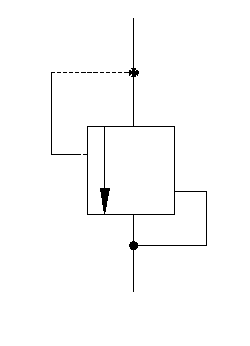
Умовне графічне позначення клапана співвідношення тисків

## Різновиди за конструктивними ознаками
Гідроклапани бувають наступних конструктивних виконань:
- залежно від виду ущільнення запірного елементу: золотникового або сідельного;
- залежно від типу керування: прямої або непрямої дії.
- залежно від способу монтажу: різьбового монтажу, стикового монтажу, модульного монтажу, вкрутного монтажу, вставного монтажу.